# Зизињо
Томаз Соарес да Силва (порт. Thomaz Soares da Silva; 14. октобар 1921 — 8. фебруар 2002), познатији као Зизињо, био је бразилски фудбалер.

## Биографија
Рођен је у савезној држави Рио де Жанеиро. У каријери је играо за Фламенго, Бангу, Сао Пауло, Сао Бенто де Мариља и Аудакс Италијано. Док је наступао за Фламенго, три пута је освајао државно првенство Лига Кариока 1942, 1943. и 1944. Непосредно пред почетак Светског првенства 1950. прелази у Бангу. Са екипом Сао Пауло је 1957. освојио државно првенство.
На Светском првенству 1950. године помогао је Бразилу да се пласира у финале, али њихов изненађујући пораз од Уругваја резултатом 2:1 знатно је утицао на његову фудбалску репутацију, пошто је у Бразилу тај пораз схваћен као национална трагедија. За бразилску репрезентацију је играо укупно 53 пута, постигавши 30 голова.
Један од најбољих играча свих времена Пеле је увек говорио да је Зизињо најбољи фудбалер кога је икада видео: „Био је комплетан играч. Играо је у везном реду, у нападу, постизао је голове, могао је све што је хтео са лоптом”.
Након завршетка играчке каријере радио је као фудбалски тренер. Водио је познате бразилске клубове Бангу и Васко да Гаму. Преминуо је 8. фебруара 2002. у 81. години.

## Трофеји

### Клуб
- Лига Кариока: 1942, 1943, 1944.
- Лига Паулиста: 1957.

### Репрезентација
- Копа Америка: прво место 1949.
- Светско првенство: друго место 1950.

### Рекорди
- Најбољи стрелац првенства Копа Америка: 17. голова (поделио прво место са Норбертом Доротеом Мендезом)[4]